# Casearia multinervosa
Casearia multinervosa är en videväxtart som beskrevs av Cyril Tenison White och Herman Otto Sleumer. Casearia multinervosa ingår i släktet Casearia och familjen videväxter. Inga underarter finns listade i Catalogue of Life.